# Laphria dizonias
Laphria dizonias là một loài ruồi trong họ Asilidae. Laphria dizonias được Loew miêu tả năm 1847. Loài này phân bố ở vùng Cổ Bắc giới.